# Night Court (film)
Night Court is een Amerikaanse film noir uit 1932 onder regie van W.S. Van Dyke. Destijds werd de film in Nederland uitgebracht onder de titel Onschuldig veroordeeld.

## Verhaal
De tuchtrechtbank maakt jacht op de corrupte rechter Andrew J. Moffet. Hij laat zijn minnares Lil Baker onderduiken om te verhinderen dat ze wordt gedagvaard. Zo maakt ze kennis met haar nieuwe buurvrouw Mary Thomas. Als Lil per ongeluk het bankboekje van rechter Moffet uit haar tas laat vallen, geeft Mary het haar terug. Rechter Moffet vermoedt dat ze het bankboekje heeft kunnen inkijken en hij bekokstooft een plannetje om haar voor zes maanden op valse beschuldigingen te laten vastzetten. Wanneer haar echtgenoot Mike haar in de cel komt opzoeken, vertelt Mary hem over het boekje. Als gevolg daarvan wordt Mike op een boot naar Zuid-Amerika gezet. Hij weet te ontkomen en heeft wraak in de zin.

## Rolverdeling
| Acteur          | Personage        |
| --------------- | ---------------- |
| Phillips Holmes | Mike Thomas      |
| Walter Huston   | Andrew J. Moffet |
| Anita Page      | Mary Thomas      |
| Lewis Stone     | William Osgood   |
| Mary Carlisle   | Elizabeth Osgood |
| John Miljan     | Crawford         |
| Jean Hersholt   | Herman           |
| Tully Marshall  | Grogan           |
| Noel Francis    | Lil Baker        |